# Erik XIV. Švédský
Erik XIV. Švédský, Erik XIV. Vasa (13. prosince 1533, Stockholm – 26. února 1577, zámek Örbyhus) byl švédským králem v letech 1560–1568, rovněž vládce v Estonsku po jeho dobytí v roce 1561.

## Biografie

### Původ a mládí
Erik se narodil jako syn Gustava I. Vasy a jeho manželky Kateřiny Sasko-Lauenburské. V necelých dvou letech ztratil matku a otec se po roce znovu oženil s Markétou Leijonhuvud. Se svou macechou měl Erik napjaté vztahy, neboť stál jejímu synovi Janovi v cestě k švédskému trůnu.
Erik byl vychováván dvěma skvělými učiteli, Georgem Normanem a francouzským kalvinistou Dionysiem Beurreusem (1500–1567). Oba mu poskytli to nejlepší vzdělání, jaké mohl v té době získat: učil se řadě cizích jazyků, matematice, historii. Významnou roli v jeho životě hrála astrologie.
Poté, co začal vystupovat na veřejnosti, byl záhy nazýván vyvoleným králem, především proto, že splňovat představy o typickém Švédovi: byl plavý, modrooký, urostlý a pyšnil se výjimečným plnovousem.
Roku 1557 obdržel Kalmar, Kronobergs län a Öland, kde si na zámku v Kalmaru držel svůj dvůr. V této době se staly napjatými vztahy i s jeho otcem a oba se navzájem sledovali a prováděli špionáž. Králi se nelíbily především Erikovy úmysly ucházet se o ruku anglické princezny Alžběty, pozdější anglické královny Alžběty. Erik plánoval cestu do Anglie, ale otcova smrt 29. září roku 1560 tuto cestu překazila. Také jeho plány oženit se s dalšími vyhlédnutými nevěstami (Marie Stuartovna, Renata Lotrinská, Anna Saská a Kristýna Hesenská) nebyly realizovány.
Uvádí se, že Gustav I. váhal, zda předá trůn tomuto svému synovi, nebo zda ho uvrhne do vězení, mimo jiné proto, že jeho nejstarší syn z druhého manželství, vévoda Jan, byl jeho nejmilejším dítětem, které by na trůně viděl raději.

### Král
Jako prvorozený syn Gustava I. Vasy se po jeho smrti (29. září 1560) Erik stal králem; korunován byl 29. června následujícího roku 1561. Byl schopným a inteligentním vládcem, jeho vysoké ambice a psychická nevyrovnanost však způsobily psychické onemocnění a posléze způsobily jeho pád.
V roce 1561 ovládl Erik město Reval (nyní Tallin) a odtud započal dobývat Estonsko. To znamenalo postavit se nejen zájmům Polska a Ruska, ale i svého mladšího bratra Jana, finského vévody, který rovněž hodlal rozšířit své panství tímto směrem. Jan se proti bratrovi vzbouřil a spojil se s Polskem, Erik však jeho vzpouru potlačil a obvinil ho z velezrady. Jan byl poté parlamentem odsouzen k trestu smrti. Nakonec však 12. srpna roku 1563 byl Janovi hrdelní trest zrušen a Erik se spokojil s jeho uvězněním.
Erik se snažil učinit ze Švédska silnou mocnost. Na rozdíl od svého otce, který byl spokojen s dosaženým status quo a dobytou nezávislostí, usiloval Erik o nadvládu a hegemonii s jinými státy v oblasti Baltského moře. Tyto snahy ho přivedly do konfliktu s dánským králem Frederikem II. a s hanzovním městem Lübeck. Vzniklý konflikt, známý jako Severská sedmiletá válka, probíhal po většinu období jeho panování. Erik v ní odrazil všechny dánské pokusy o ovládnutí švédských území (Frederik usiloval o obnovení Kalmarské unie), ovšem za cenu zničení řady švédských měst a vesnic; Švédsko však zaznamenalo významné úspěchy na moři.
Ve vnitřní politice se potýkal s opozicí domácí šlechty podporované jeho nevlastním bratrem Janem. Šlechta pohlížela na uvěznění vévody Jana s nelibostí. Erik, poštíván svým rádcem Jöranem Perssonem, se domníval, že šlechta připravuje proti němu vzpouru, a rozhodl se v roce 1561 vytvořit Nejvyšší soudní dvůr, zvaný Králův výbor (Konungens mängd); ten měl dbát na objektivní dodržování zákona, ale zanedlouho se zvrhl v prostředek perzekuce možných králových nepřátel. Ve své nedůvěřivosti nechal Erik uvěznit Nilse Stureho, jehož považoval za nebezpečného. Dvůr ho shledal vinným velezradou a nařídil jeho popravu, Nils byl však omilostněn a musel podstoupit pouze veřejné pranýřování v ulicích Stockholmu. Dva dny poté se král se Sturem smířil a svěřil mu vedení poselství, jež vyslal do Lotrinska za účelem požádání o ruku princezny Renaty Lotrinské. Renata byla vnučkou dánského krále Kristiána II. a sňatkem s ní by Erik získal právo ucházet se o dánský trůn.
Po této události s Nilsem Sturem se Erikův duševní stav se stále více zhoršoval, jeho nedůvěřivost změnila v paranoiu, což vedlo k represím jeho politických protivníků, mezi jiným k zavraždění několika členů rodiny Sture v roce 1567: Erik věřil, že rodina Sture a šlechta vůbec se v odplatu za Nilsovu potupu pozvedne proti jeho vládě. Nařídil shromáždit důkazy o spiknutí proti němu. Když byli označeni podezřelí, nechal je uvěznit v Uppsale; mezi zadrženými byl i Nilsův otec, hrabě Svante Sture – šlechtic, který byl vždy rodině Vasů věrný, a jeho syn Erik Sture. 21. května roku 1567 se vrátil Nils Sture z Lotrinska a byl uvězněn rovněž. Následujícího dne král poslal usmiřující dopis Svante Sturemu, v němž ho žádal o prominutí, vzápětí ale změnil názor a nechal vězně zabít. Před Soudním dvorem Erik uvedl, že vězňové byli zrádci království a jejich smrt byla po právu.
Po této tragické události králova demence a rozpad osobnosti byly již zjevné. Žádal biskupy o modlitby, aby ho nepostihl boží trest, a nechal uvěznit svého rádce Jörana Perssona, jehož činil za celou věc odpovědného. Jöran Persson byl odsouzen k smrti, ale trest nebyl vykonán.

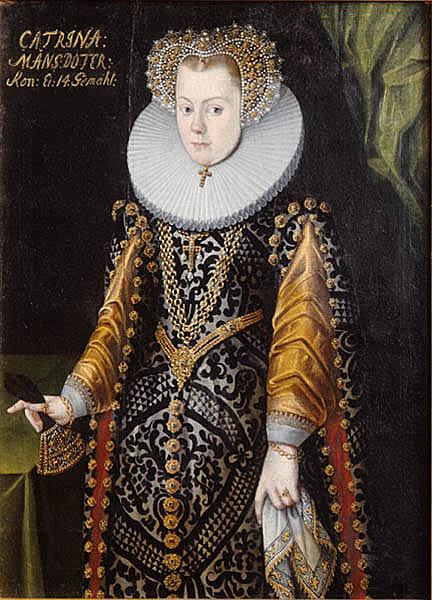
Erikova manželka Karin Månsdotter, 1580

### Manželství a potomci
4. července 1568 se oženil s Karin Månsdotter (1550–1612), neurozenou dcerou prostého vojáka, s níž žil v konkubinátu již dva roky předtím. S ní měl čtyři děti, z nichž dvě první se narodily ještě před uzavřením manželství a byly posléze legitimizovány, dvě další, narozené již z manželského lože, pak zemřely v útlém věku:
- Sigrid (1566–1633), ⚭ 1597 Henrik Klasson Tott
- Gustav (1568–1607)
- Henrik (1570–1574)
- Arnold (1572–1573)

Před vstoupením do svazku manželského měl Erik několik neformálních vztahů.
Ze vztahu s Agdou Persdotter měl tři dcery:
- Virginie Eriksdotter (1559–1633)
- Konstancię Eriksdotter (1560–1649), ⚭ 1594 Henry Frankelin
- Lukrecie Eriksdotter (1564–1574)

Ze vztahu s Karin Jacobsdotter:
- pravděpodobně syn († duben 1565)

### Svržení z trůnu, smrt
V říjnu roku 1567 byl vévoda Jan za ne zcela jasných okolností osvobozen. Králův bratr se znovu připojil k opozici a ve spojení s částí šlechty a se svým mladším bratrem, vévodou Karlem, inicioval v zemi v červenci následujícího roku 1568 povstání. V září vzbouřenci pronikli do Stockholmu, král Erik svaloval vinu na svého rádce Jörana Perssona a dal ho urychleně popravit, doufaje, Že tím své bratry usmíří. Krátce nato, 29. září, byl král Erik jat a uvězněn. V lednu následujícího roku 1569 jmenoval parlament Jana novým králem.
Po svém svržení vystřídal Erik v průběhu devíti let celkem šest vězení. Důvodem byla obava z konspirací, které vznikaly v některých segmentech obyvatelstva, jež hodlaly reinstalovat Erika na švédský trůn, což krále Jana silně znepokojovalo.
Erik zemřel ve vězení na hradě Örbyhus 26. února 1577, pravděpodobně otráven arzenikem. Dokument podepsaný Janem III. a Bengtem Gyltem dával jeho strážcům právo otrávit ho při podezření na jakýkoli pokus o jeho osvobození. Pozdější analýzy jeho ostatků přítomnost jedu prokázaly.